# Contea di Hubbard
La contea di Hubbard in inglese Hubbard County è una contea dello Stato del Minnesota, negli Stati Uniti. La popolazione al censimento del 2000 era di 18 376 abitanti. Il capoluogo di contea è Park Rapids